# Bartosz Król
Bartosz Król (ur. 25 marca 1978 w Warszawie) – polski piosenkarz rockowy.

## Życiorys
W szkole podstawowej śpiewał w chórze chłopięcym Towarzystwa Śpiewaczego Lutnia w Warszawie im. Piotra Maszyńskiego. W czasach licealnych założył zespół Dekapitacja, w którym śpiewał i grał na gitarze elektrycznej. Następnie z dwoma kolegami z tego projektu założył zespół Provision. W trakcie studiów dołączył do zespołu rockowego Cisza, z którym nagrał pierwsze demo i wystąpił na kilkunastu koncertach.
W 2002 zajął dziewiąte miejsce w drugiej edycji programu Idol w telewizji Polsat. W 2003 wystąpił na festiwalu Przystanek Woodstock. W 2005 nagrał z zespołem Mafia album pt. Vendetta. W 2009 odszedł z zespołu i skupił się na karierze solowej. Zaśpiewał gościnnie w utworze „Znałem kiedyś człowieka” nagranym na album Bogdana Łyszkiewicza pt. Odnalezione piosenki (2011).

## Dyskografia
Albumy
| Rok  | Tytuł                   |
| ---- | ----------------------- |
| 2005 | Mafia – Vendetta        |
| 2014 | Bartek Król – Dla lalek |

Kompilacje różnych wykonawców
| Rok  | Tytuł                                     | Utwór                                                     |
| ---- | ----------------------------------------- | --------------------------------------------------------- |
| 2003 | Idol Top Ten cz.2                         | - „Born to Be Wild”                                       |
| 2011 | Odnalezione piosenki Bogdana Łyszkiewicza | - „Znałem kiedyś człowieka” – Bartek Król, Michał Jelonek |